# Arturo Vargas
Julián Arturo Vargas (Chorrillos, 31 de enero de 1959) es un exjugador y entrenador de fútbol peruano. Se desempeñó como centrocampista y defensa central. Desarrolló mayormente su carrera en el país centroamericano de Guatemala. 
En Guatemala, es recordado como un aguerrido defensa que jugó con Suchitepéquez y se consagró con CSD Municipal.

## Trayectoria
Sus primeros pasos futbolísticos competitivos fueron en el Club Alianza Lima, donde actuó desde las formativas, equipo que representaba la población en la cual vivía. Debutaría en la profesional en 1978. En dicho equipo jugará hasta inicios de 1983. En ese lapso de tiempo fue convocado a la selección juvenil, precisamente en 1979.
Tras no lograr el título en los últimos años, su club Alianza Lima lo cedió al Atlético Chalaco, donde compitió en la Segunda División, siendo animador del torneo. En lo personal se constituyó como titular indiscutible.
En 1984 fue contratado por Atlético Torino, donde regresaría a jugar a la primera división.
A mediados de ese año emigra a Guatemala para jugar en el Suchitepéquez. Entre los recuerdos de la hinchada alba está el penal que ejecutó para llegar a la final del torneo nacional en su último año con el club.
Entre los años 1986 y 1987 se desempeñó en el CSD Municipal, con el cual fue campeón nacional en su primera temporada con la casaquilla celeste de la Liga guatamalteca de fútbol, época en que conoció a su futura esposa, nació su primer hijo y volvió a ser campeón en la temporada 1989-1990.
A mediados de 1987, cruzó el charco para jugar en el Alianza FC de El Salvador. Después de ello, regresaría a Guatemala, donde pasaría por equipos modestos, como Aurora FC y Izabal.
En 1995, sale del retiro para jugar en Escuintral, equipo que había salido subcampeón nacional, ahí es donde termína su carrera de futbolista activo definitivamente.
Como entrenador dirigió en 2016 al Club Social y Deportivo Suchitepéquez de Guatemala.
Se le recuerda como un jugador fino, elegante, que se movía en el medio terreno sin perder la pelota. Muchos hinchas de diversos equipos donde actuó lo consideran como un jugador imparable y uno de los mejores extranjeros que llegó al futbol guatamalteco.

## Clubes

### Como jugador
| Club             | País        | Año       |
| ---------------- | ----------- | --------- |
| Alianza Lima     | Perú        | 1978–1982 |
| Atlético Chalaco | Perú        | 1983      |
| Atlético Torino  | Perú        | 1984      |
| Suchitepéquez    | Guatemala   | 1984–1986 |
| CSD Municipal    | Guatemala   | 1986–1987 |
| Alianza FC       | El Salvador | 1987–1989 |
| CSD Municipal    | Guatemala   | 1989–1990 |
| Aurora FC        | Guatemala   | 1990–1992 |
| Izabal           | Guatemala   | 1992–1993 |
| Escuintla        | Guatemala   | 1995–1996 |

### Como entrenador
| Club                                  | País      | Año  |
| ------------------------------------- | --------- | ---- |
| Club Social y Deportivo Suchitepéquez | Guatemala | 2016 |

## Palmarés

### Torneos nacionales
| Título                        | Club          | País      | Año       |
| ----------------------------- | ------------- | --------- | --------- |
| Primera División de Perú      | Alianza Lima  | Perú      | 1978      |
| Primera División de Guatemala | CSD Municipal | Guatemala | 1987      |
| Primera División de Guatemala | CSD Municipal | Guatemala | 1989-1990 |